# Oldenburg (Schiff, 1851)
Die Oldenburg (später norwegisch Genova) war eine oldenburgische Bark, die hauptsächlich im Auswanderertransport in die USA eingesetzt wurde. Benannt war sie vermutlich nach dem gleichnamigen Großherzogtum. Eine Abbildung des Schiffs ist nicht überliefert. 

## Technische Daten
- Schiffstyp: Bark

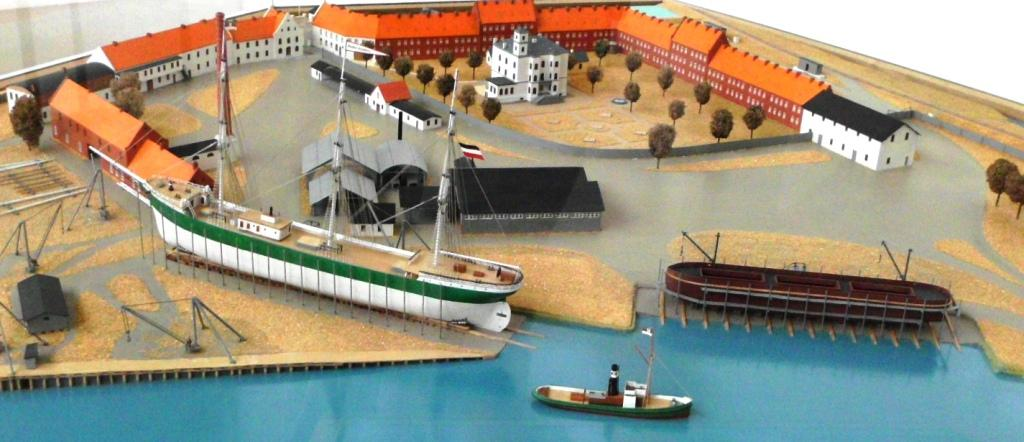
Modell der Rickmers-Werft

Oldenburgische Handelsflagge

- Bauwerft: Rickmers Werft, Bremerhaven/Geestemünde
- Baunummer: 21
- Stapellauf: 9. Oktober 1851
- Größe: 180 Commerzlasten bzw. 390 Registertonnen
- Länge: 31,3 m
- Breite: 9,1 m
- Tiefgang: 5,0 m
- Masten: 3
- Besatzung: Unbekannt

## Geschichte
Die Oldenburg wurde für Gideon George Menke und Hinrich Eylers aus Oberhammelwarden sowie Hinrich Bulling aus Schlüte gebaut. Die Jungfernreise unter Kapitän H. Menke begann am 25. Oktober 1851. Die Bark transportierte 214 Auswanderer von der Weser nach New York. Zwischen 1852 und 1855 sind weitere sechs Auswandererfahrten nachweisbar, unter anderem eine nach New Orleans. Die längste Reise führte nach Baltimore und dauerte 62 Tage. 
Kurz nach dem Auslaufen aus New York am 21. Dezember 1856 geriet die Oldenburg in einen heftigen Sturm, in dem eine Sturzsee über das Schiff hinwegging, „die fast Alles vom Bord wegspülte und das Schiff mit 7 Fuß Wasser anfüllte“. Die Bark wurde stark beschädigt und kehrte zur Reparatur nach New York zurück. 
1856 wurde die Oldenburg zusammen mit anderen Schiffen von der soeben gegründeten Oldenburgischen Rhederei-Gesellschaft übernommen. Die Oldenburg war dabei das einzige Schiff, das nicht auf einer oldenburgischen Werft gebaut worden war. Nach der Übernahme sind vier weitere Auswanderertransporte nach Baltimore, Quebec und New York nachweisbar, von denen zwei während des Sezessionskriegs stattfanden. Aufgrund des Deutsch-Dänischen Kriegs wurde die Bark nach Russland ausgeflaggt und gehörte formal der Firma Tilman Grommé in Sankt Petersburg. 
1865 wurde die Oldenburg nach Norwegen verkauft und in Genova umbenannt. Heimathafen war Lillesand. Bereedert wurde die Genova zuerst von H. J. Hammer & Co., anschließend von Krog & Henschien. 1885 ging die Bark durch nicht näher überlieferte Umstände in der Ostsee verloren.